# Uniunea Sârbilor din România
Uniunea Sârbilor din România (sârb.: Savez Srba u Rumuniji, chirilică: Савез Срба у Румунији) este ”o asociație obștească și apolitică cu caracter social, cultural-artistic, literar și de instrucție, având personalitate juridică” (conform Statutului ), și care reprezintă minoritatea sârbă din România. Președinte și deputat este Ognean Crîstici/ Ognjan Krstić, care face parte și din grupul minorităților naționale din Camera Deputaților a Parlamentului României.

## Istorie
Întâlnirea constitutivă a Frontului Democrat al Sârbilor și Croaților din România a avut loc la 27 decembrie 1989 în Timișoara. Ședința de constituire s-a ținut pe 29 decembrie 1989, prilej cu care s-a constituit organizația cu denumirea Uniuinea Democrată a Sârbilor din România. Adunarea generală de constituire din 19 februarie 1990 a aprobat Statutul Uniunii și a ales conducerea. Judecătoria Timișoara a validat UDSR ca și personalitate juridică la 26 februarie 1990. În anul 1992 organizația a fost redenumita Uniunea Democrată a Sârbilor și Carașovenilor din România. La Adunarea generală a Uniunii din 12 aprilie 1997 s-a hotărât schimbarea denumirii în Uniunea Sârbilor din România. Are aproximativ 30 de filiale locale și aproximativ 5.500 de membri activi. Reprezintă minoritatea sârbă; aceasta, la Recensământul Populației și Locuințelor 2021 (România), număra 18524 de etnici sârbi în toată România, concentrați mai ales în județele Timiș, Caraș-Severin, Arad și Mehedinți.

## Activități

### Culturale
USR organizează anual, printre altele, tradiționalul Bal de ”Sfântul Sava” (în luna ianuarie), un „Maraton” al dansului și cântecului sârbesc, un festival coral de muzică bisericească, „Zilele culturii sârbe” (în luna noiembrie), și altele.

### Formații artisitice
USR sprijină și sponsorizează un număr de aproape 30 de formații și ansambluri de pe teritoriul României, dintre care cele mai semnificative sunt Ansamblul academic „Mladost” Timișoara, Școala de tamburași Timișoara, Studioul de Teatru „Thalia” Timișoara, Corul Catedralei Ortodoxe Sârbe din Timișoara, Ansamblul „Kruna”, Sînmartinu Sârbesc, etc.

### Editura USR
Editura Uniunii Sârbilor din România a fost fondată în mai 1994. Anual USR publică în jur de douăzeci de titluri de cărți, fiind totdată editorul publicațiilor: Naša reč (singurul săptămânal al sârbilor din România), Književni život (revistă literară, cu apariție bianuală), Novi temišvarski vesnik (revistă, apariție bianuală) și Banatski almanah (calendar-almanah, apariție bianuală/ anuală).
În afara publicațiilor regulate, până la sfârșitul anului 2019. Editura USR a publicat 70 de volume de poezie și proză, 92 monografii, 33 antologii, 23 volume de eseuri și publicistică, 16 cărți pentru copii, 27 de traduceri, 9 volume „din tezaurul nostru“, 6 dicționare, 10 calendare-almanahuri, 32 cărți din domeniul literaturii științifice și 2 ediții fototipice.

### BibliotecaDimitrije Tirol
Biblioteca Uniunii Sârbilor din România este o bibliotecă specializată, având scopul de a asigura condițiile pentru cititul cărților și periodicelor în limba sârbă, principalul public țintă fiind comunitatea sârbă din Timișoara.
Înființată în anul 1992, Biblioteca a funcționat o lungă perioadă de timp în Piața Unirii din Timișoara. În anul 2018 sediul Bibliotecii a fost mutat într-un spațiu mult mai adecvat la Centrul Cultural Sârb din Timișoara (sediul Uniunii Sârbilor din România, strada Mangalia, nr.29). Cu ocazia inaugurării, i s-a atribuit numele literatului și bibliofilului „Dimitrije P. Tirol” , care a tipărit unul din primele calendare-almanahuri sârbești, Banatskij almanah, în 1827, la Timișoara.
Fondul de carte al bibliotecii numără astăzi peste 19.000 de volume, cât și numeroase colecții de periodice. Fondul este în continuă creștere.
Biblioteca nu se adresează exclusiv comunității sârbe, ci tuturor celor care doresc să cunoască sau să aprofundeze limba și cultura sârbă.

### Școli
USR acordă asistență autorităților locale și sprijină funcționarea școlilor în limba sârbă (îndeosebi Liceului Dositej Obradović din Timișoara).

## Memberii aleși aiCamerei Deputaților
- 1990–1992: Milenco Luchin  / Milenko Lukin
- 1992–2008: Slavomir Gvozdenovici / Slavomir Gvozdenović
- 2008–2012: Dușan Popov / Dušan Popov
- 2012–2016: Slavomir Gvozdenovici / Slavomir Gvozdenović
- 2016-2020: Slavoliub Adnagi / Slavoljub Adnađ
- Din 2020: Ognean Cîrstici/ Ognjan Krstić

## References
1. ↑  „STATUTUL UNIUNII SÂRBILOR DIN ROMÂNIA (U.S.R.) – modificat și reactualizat în urma ședinței Adunării Generale din 14 mai 2022”. savezsrba.ro (în Romanian). Accesat în 7 august 2025.